# James Morrow (Autor)

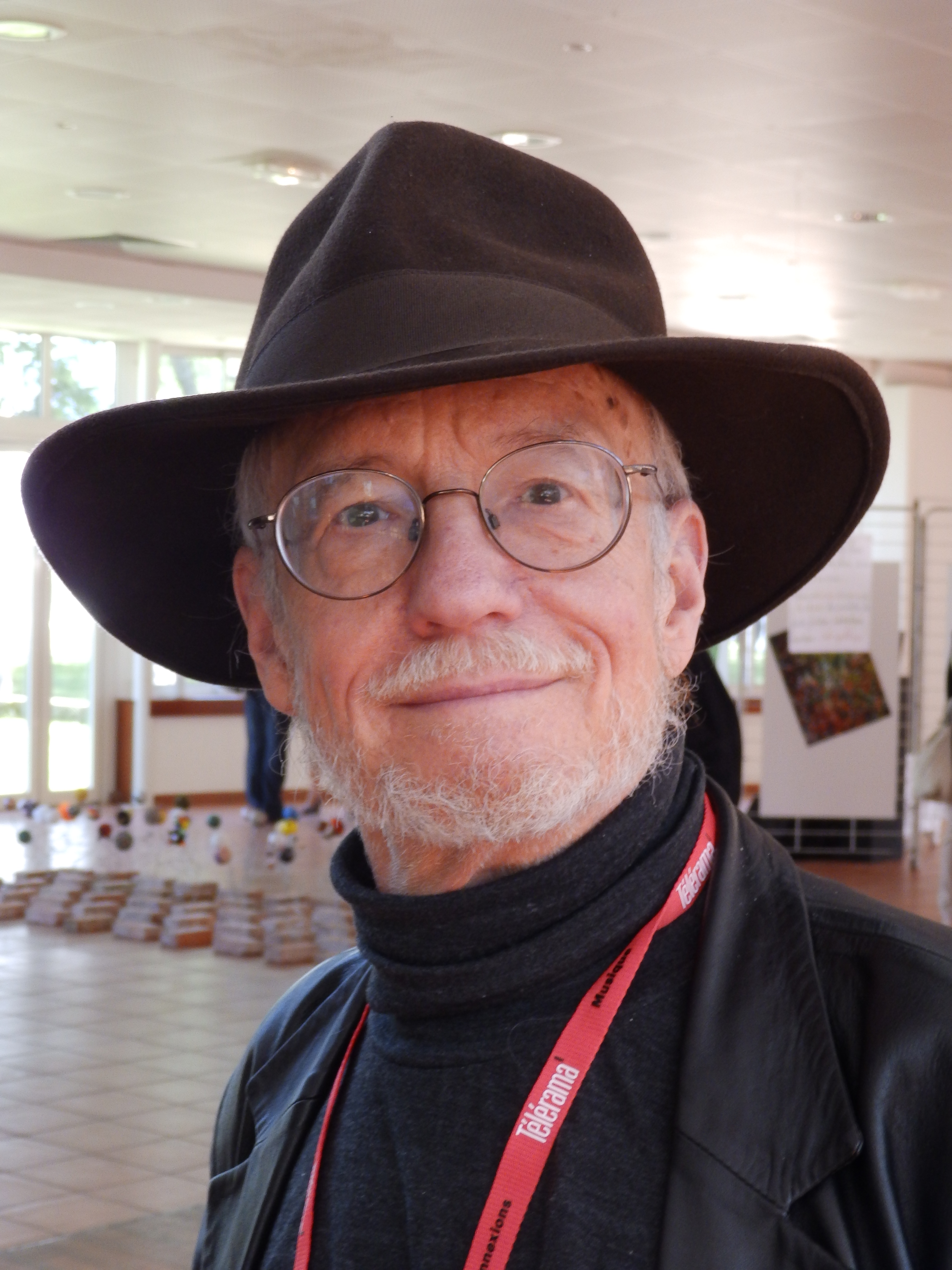
James Morrow (2016)

James Kenneth Morrow (* 17. März 1947 in Philadelphia, Pennsylvania) ist ein US-amerikanischer Science-Fiction-Schriftsteller.
Morrow ist bekannt für seine satirischen Werke, die sowohl die organisierte Religion als auch humanistische und atheistische Standpunkte in Frage stellen. Ein Beispiel hierfür ist sein 1990 erschienener und mit dem World Fantasy Award ausgezeichneter Roman Only Begotten Daughter (dt. „Die eingeborene Tochter“), in dem Jesu Halbschwester, Tochter Gottes, in die zeitgenössische amerikanische Kultur hineingeboren wird.
Sein bekanntestes Werk stellt die Godhead Trilogy dar, deren erster Teil Towing Jehovah (1994, dt. „Das Gottesmahl“) ebenfalls den World Fantasy Award gewann. Hier muss der 2 Meilen lange, im Meer schwimmende Leichnam Gottes im Geheimauftrag des Vatikans geborgen werden. Die Folgebände sind Blameless in Abaddon (1996) und The Eternal Footman (1999).
Morrow wurde zweimal mit dem Nebula Award ausgezeichnet, 1988 für die Kurzgeschichte Bible Stories for Adults, No. 17: The Deluge, (deutsch: „Biblische Geschichten für Erwachsene Nr. 17: Die Sintflut“, 1992) und 1991 für die die Novelle City of Truth, (deutsch: „Die Stadt der Wahrheit“, 1993).
Morrow ist verheiratet und hat einen Sohn. Zurzeit lebt er im Bezirk State College in Pennsylvania.

## Romane
- 1981 The Wine of Violence (deutsch: „Der Wein des Frevels“, Goldmann, 1983, übersetzt von Eva Malsch)
- 1983 The Adventures of Smoke Bailey
- 1984 The Continent of Lies (deutsch: „Der Kontinent der Lügen“, Heyne, 1992, übersetzt von Peter Robert)
- 1985 This Is the Way the World Ends (deutsch: „So muss die Welt enden“, Heyne, 1994, übersetzt von Horst Pukallus)
- 1990 Only Begotten Daughter (deutsch: „Die eingeborene Tochter“, Heyne, 1992, übersetzt von Christian Mähr)
- 1991 City of Truth (deutsch: „Die Stadt der Wahrheit“, Heyne, 1993, übersetzt von Irene Bonhorst)
- 1994 Towing Jehovah (deutsch: „Das Gottesmahl“, Heyne, 1999, übersetzt von Horst Pukallus)
- 1996 Blameless in Abaddon
- 1999 The Eternal Footman
- 2006 The Last Witchfinder
- 2008 The Philosopher's Apprentice
- 2009 Shambling Towards Hiroshima
- 2014 The Madonna and the Starship
- 2015 Galápagos Regained